# Vijfhuizer Molen
De Vijfhuizer Molen is een in 1874 gebouwde poldermolen aan de Vijfhuizen te Haarlem. De Vijfhuizer bemaalde de Vijfhuizerpolder.
De molen verving een op 31 december 1859 afgebrande molen. Het is een rietgedekte achtkantige molen van het type grondzeiler met een oud-Hollands wiekenkruis. In 1924 werd vergunning verleend tot de bouw van een woning in de molen. In de woning heeft een groot gezin gewoond. In 1938 werd een elektrisch aangedreven vijzel geplaatst. Bemaling op windkracht bleef mogelijk, wat tijdens de Tweede Wereldoorlog een goede keuze bleek te zijn.
Na de Tweede Wereldoorlog werd steeds minder op de wind gemalen en de molen raakte in verval. In 1973 en in de jaren 90 zijn restauraties uitgevoerd die niet het beoogde succes hadden. In 2010 is de staart hersteld, waarna de molen weer goed gekruid kan worden. Het interieur zal worden teruggebracht naar de situatie gedurende de periode dat de molen nog in gebruik was. De Vijfhuizer is te bezoeken wanneer hij draait.

## Afbeeldingen

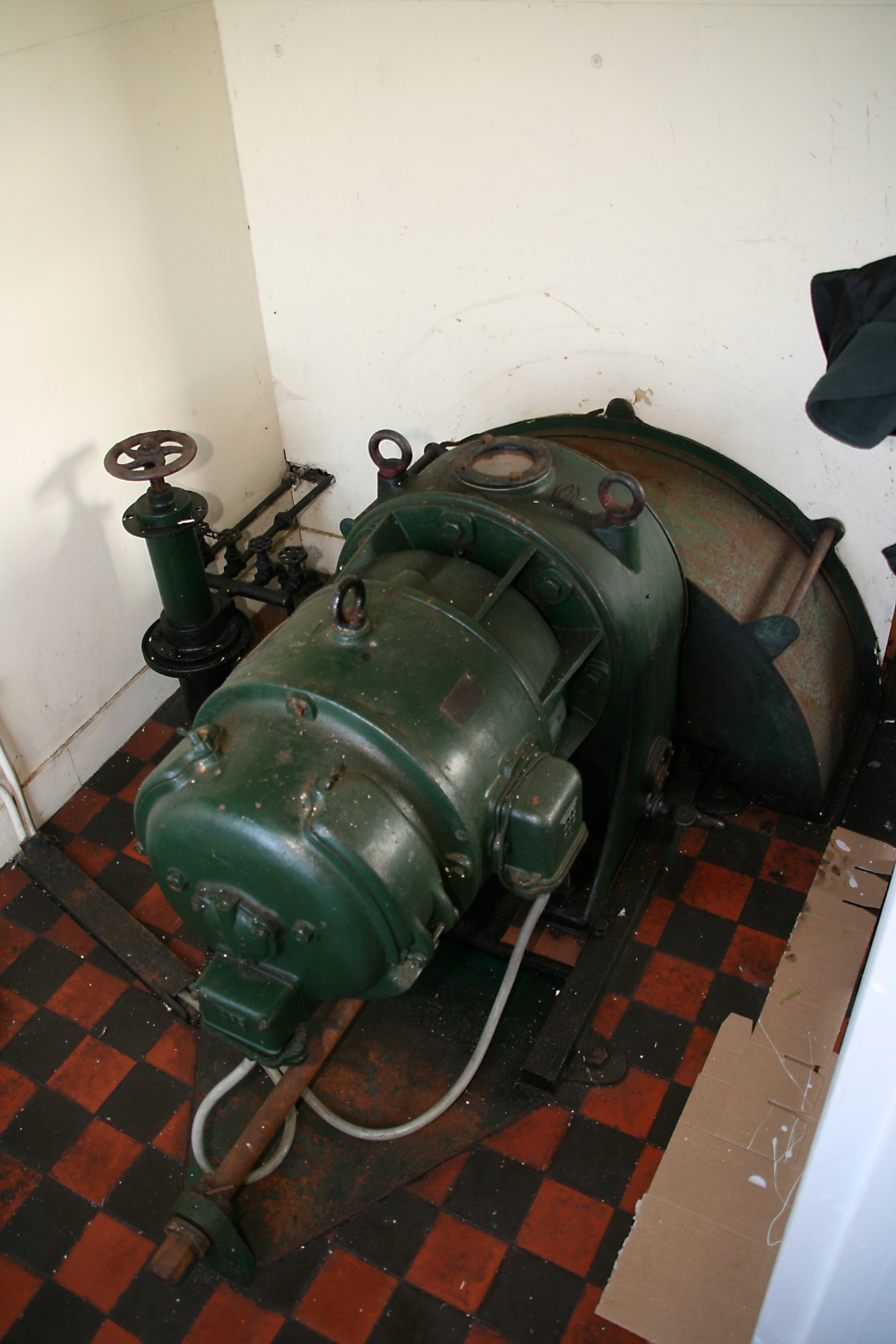
De oude elektromotor
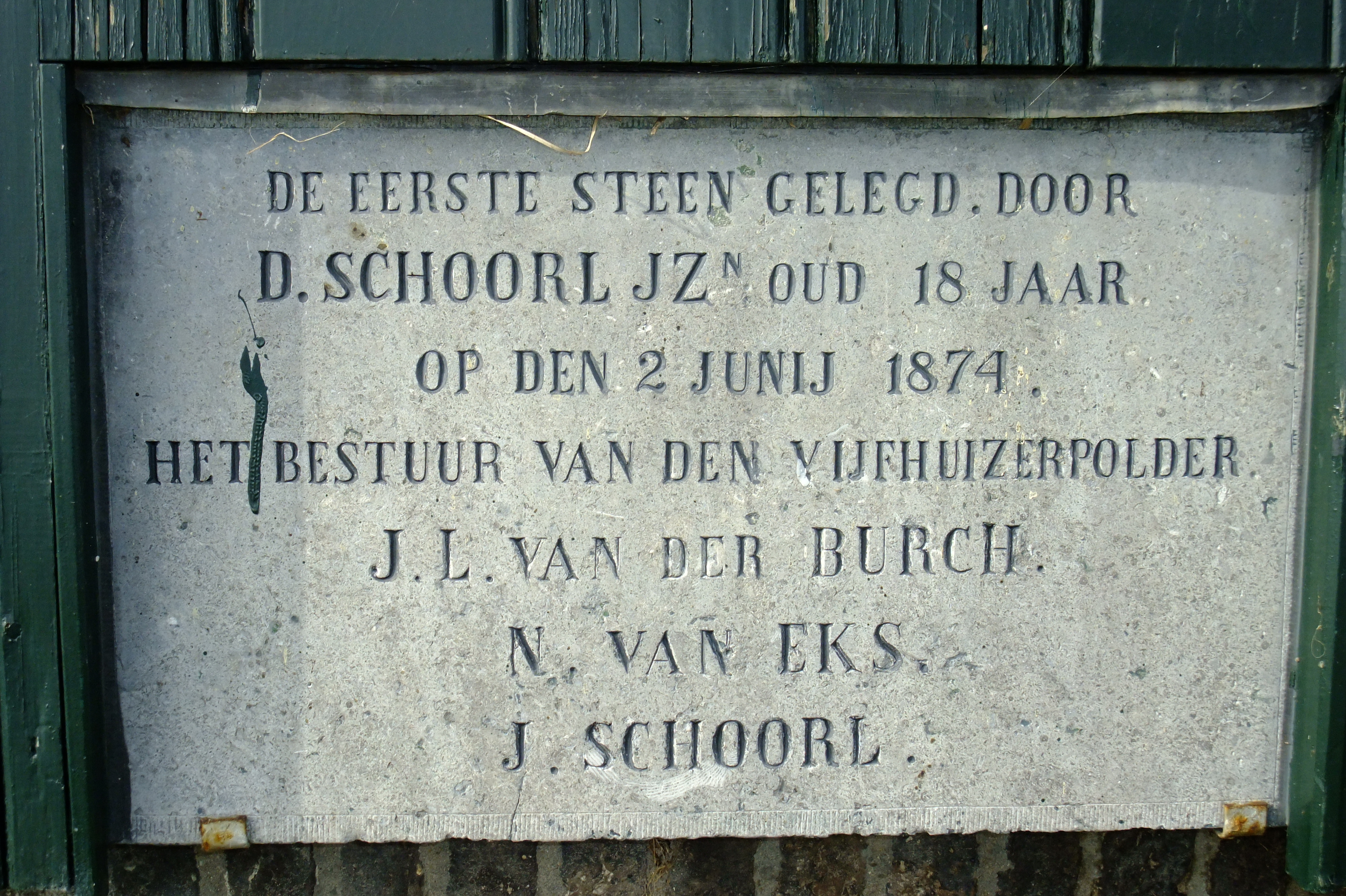
Eerste steen Vijfhuizer Molen